# 旅かえる
『旅かえる』は、Hit-Pointが開発しリリースしたスマートフォン向けゲームアプリ。Android版は2017年11月24日、iOS版は同年12月6日にリリースされた。

## ゲームシステム
プレイヤーは、これから旅に出る“かえる”の身支度を整えて、旅立ちを見送る。実際の時間にして数時間から数日の旅から帰って来た“かえる”は旅先の名産品や、旅の思い出を納めた写真を持ち帰ってくるので、プレイヤーはこれを見ることができる。旅の途中の“かえる”にはプレイヤーは干渉できず、帰りを待つだけであり、基本的には放置ゲームである。
本作では“かえる”の身支度を整えるのに「クローバー」が必要となる。「クローバー」は庭先の畑に生えてくるため、タップで収穫して入手できる。課金で購入することも可能だが無課金で入手することもでき、“かえる“が旅から持ち帰ったり、チラシ（広告）を見ることで友達からもらったりすることもある。
設定は、BGMの大きさ、SEの大きさ、つうちのオンオフがある。
基本的な空間は、「にわさき」と「おうち」である。
「うらべや」には、「ずかん」と、「あるばむ」とがあり、「ずかん」には「いっぴん」と「めいぶつ」とがあり、「アルバム」の容量は初めは6枚×12ページ=72枚で、みつ葉300で2ページ追加できる。
「もちもの」には、「おべんとう」「どうぐ」「おまもり」「めいぶつ」がある。
「おみせ」では、所定の数のみつ葉で購入することができ、また1回ふくびき券5枚でまわすことができる。

## 開発

### 企画
Hit-Pointの代表作『ねこあつめ』に続く放置系あつめゲームとして「旅をするカエル」をモチーフとしたゲームが企画され、少人数のチームで開発が行なわれた。 本作のタイトルは「旅」と生き物の「カエル」をつなげたものであり、「かえる」は旅から「帰る」ともかけている。
開発の中で、SNSに発信したくなるような仕掛けがいくつか施された。
まず、プレイヤーがSNSに投稿して話題にしやすくするため、ゲーム内から直接スクリーンショットを投稿できる機能を設け、同じ旅先でもかえるから送られてくる写真の内容をプレイヤーごとに少しずつ差異を持たせる仕組みにした。
さらに、かえるの性格や行き先はあえて明確にせず、想像の余地を残す仕掛けが施された。かえるは写真やお土産をプレイヤーに贈るものの、旅の思い出話をしてくれるわけではないため、写真から気づいたことをユーザー間で共有してコミュニティの話題にするという狙いがあった。同様の理由で、ショップ内のアイテムの説明文は具体的な情報を掲載するのではなく、ヒントをほのめかす程度にとどめられた。その一方、かえるの旅のルートにはリアリティを持たせ、実際の地図と見比べながら旅先やアイテムの選定が行われた。
また『ねこあつめ』と同様に、広告がゲームの進行を妨害することを防ぐため、広告をプレイヤーのポストに届けることにより、ゲームの内容と切り離した部分にし、表示もプレイヤーの任意にした。

## 反響
見守るだけでいい「仏系ゲーム」として、日本よりも拡散力が強い中華圏のSNS上で話題となったことにより、本作は2017年11月の配信開始から間もなく爆発的な人気を博した。
2018年1月20日の時点では日本語のまま提供されていたにもかかわらず、中国App Store無料ランキングゲームカテゴリーで2週間以上首位を獲得し続け、台湾でもトップ10に入った。 また、Unityが提供する動画広告サービス「Unity Ads」利用する作品の中でも、ゲーム別の月間収益額が世界一位に達した。
人気が広まった時点では日本語版しかなかったため、同時に翻訳アプリのダウンロード数が伸びる等の現象も発生した。中華圏のSNSなどでは日本語のタイトルを直訳した「旅行青蛙」という通称が広がった。
2018年4月2日に中国の電子商取引最大手アリババグループと契約、アリババグループは本作の中国語版を運営する権利を獲得した。また本作の中国本土における正規代理店の権利も獲得し、さまざまな商品の展開をはじめ、中国各地の博物館とコラボを行ったり、テーマパーク的な展示企画を行ったりしている。 